# Pałeczka krwawa
Pałeczka krwawa, pałeczka cudowna (Serratia marcescens) – urzęsiona, nieprzetrwalnikująca, bezotoczkowa bakteria Gram ujemna.
Bakteria może być patogenna tylko dla pacjentów z osłabioną odpornością, ponieważ stanowi biotę fizjologiczną człowieka. Wchodzi ona w skład bioty komensalnej przewodu pokarmowego człowieka. Powoduje oportunistyczne zakażenia dróg moczowych i ran, w tym także pooperacyjnych. S. marcescens może ponadto powodować zapalenie spojówek (conjunctivitis), wnętrza oka (endophtalmitis), rogówek (keratitis) oraz infekcje przewodu łzowego. Jest ważną przyczyną zakażeń szpitalnych, częściowo dzięki dużej oporności na dezynfekcję. U pacjentów z chorobami nowotworowymi może wywoływać zapalenie płuc, posocznicę lub zapalenie opon mózgowo-rdzeniowych oraz biegunkę u dzieci.
Większość szczepów wykazuje oporność na całą gamę antybiotyków wskutek obecności czynników R na plazmidach.  Materiał do badań izolowany jest z plwociny, krwi, moczu i ran. 

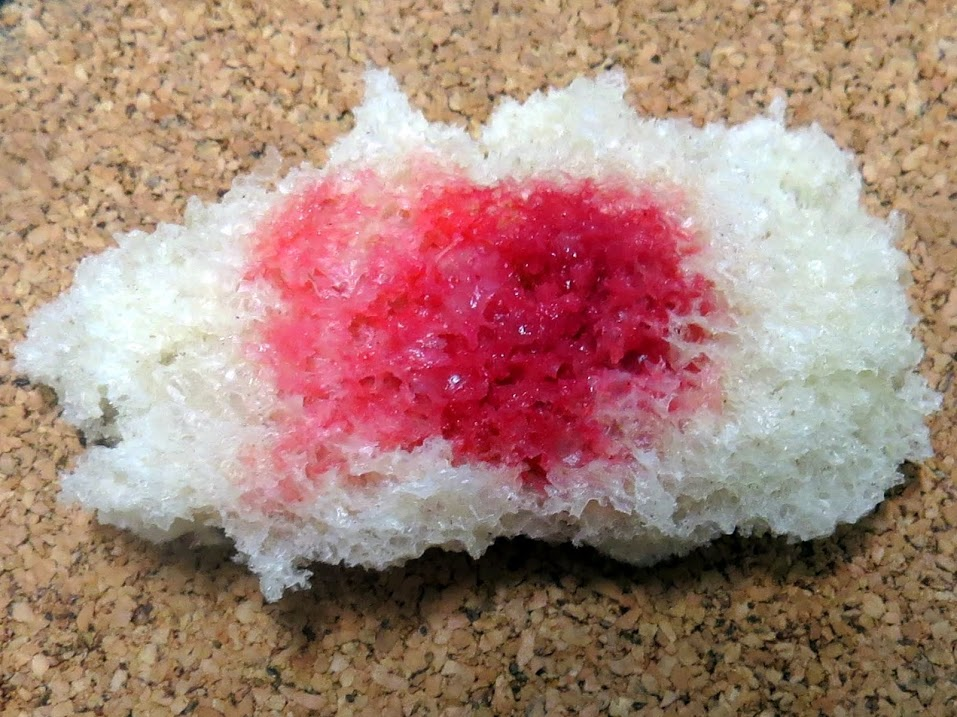
Kolonie bakterii na chlebie

Jest to ruchliwy organizm w kształcie pałeczki, mogący wzrastać w przedziale temperatur 5–40 °C i w pH o poziomie 5–9. Charakterystyczną cechą wyróżniającą te pałeczki od innych Enterobacteriaceae jest wytwarzanie 3 enzymów hydrolitycznych DNazy, żelatynazy i lipazy.
Dzięki wytwarzaniu czerwonego barwnika (prodigiozyny) oraz zdolności wzrostu na skrobi zawartej w chlebie, to właśnie ta bakteria mogła być odpowiedzialna za niektóre przypadki rzekomo będące cudami eucharystycznymi, polegającymi na pojawieniu się substancji przypominającej krew na hostii, szczególnie że ta przechowywana jest często w warunkach sprzyjających wzrostowi pałeczek. Po naukowym wyjaśnieniu zjawiska Kościół katolicki wprowadził szczegółowe przepisy określające warunki przechowywania hostii oraz okres maksymalnego przechowywania. Obecnie ustalono, że część szczepów nie wytwarza barwnika.